# Амбой (Індіана)
Амбой (англ. Amboy) — місто (англ. town) в США, в окрузі Маямі штату Індіана. Населення — 317 осіб (2020).

## Географія
Амбой розташований за координатами 40°36′10″ пн. ш. 85°55′39″ зх. д. / 40.60278° пн. ш. 85.92750° зх. д. (40.602751, -85.927363).  За даними Бюро перепису населення США в 2010 році місто мало площу 0,91 км², з яких 0,91 км² — суходіл та 0,00 км² — водойми.

## Демографія
Згідно з переписом 2010 року, у місті мешкали 384 особи в 151 домогосподарстві у складі 114 родин. Густота населення становила 423 особи/км².  Було 169 помешкань (186/км²).
Расовий склад населення:
| - 96,6 % — білих - 1,0 % — азіатів - 0,5 % — чорних або афроамериканців - 1,0 % — осіб інших рас |

До двох чи більше рас належало 0,8 %. Частка іспаномовних становила 0,8 % від усіх жителів.
За віковим діапазоном населення розподілялося таким чином: 23,4 % — особи молодші 18 років, 57,1 % — особи у віці 18—64 років, 19,5 % — особи у віці 65 років та старші. Медіана віку мешканця становила 40,5 року. На 100 осіб жіночої статі у місті припадало 93,9 чоловіків;  на 100 жінок у віці від 18 років та старших — 93,4 чоловіків також старших 18 років.
Середній дохід на одне домашнє господарство  становив 49 211 долар США (медіана — 38 000), а середній дохід на одну сім'ю — 56 447 доларів (медіана — 45 938). Медіана доходів становила 41 250 доларів для чоловіків та 33 750 доларів для жінок. За межею бідності перебувало 13,0 % осіб, у тому числі 22,9 % дітей у віці до 18 років та 7,1 % осіб у віці 65 років та старших.
Цивільне працевлаштоване населення становило 128 осіб. Основні галузі зайнятості: освіта, охорона здоров'я та соціальна допомога — 21,9 %, виробництво — 21,1 %, роздрібна торгівля — 14,8 %.